# ويليام جوزيف ماكدونو
ويليام جوزيف ماكدونو (بالإنجليزية: William Joseph McDonough)‏ هو مصرفي أمريكي، ولد في 21 أبريل 1934 في شيكاغو في الولايات المتحدة، وتوفي في 22 يناير 2018 في واكابك ‏ في الولايات المتحدة.

## وصلات خارجية
- ويليام جوزيف ماكدونو على موقع إن إن دي بي (الإنجليزية)